# Light My Fire (Eliane Elias)
Light My Fire è un album di Eliane Elias pubblicato nel 2011 dall'etichetta Concord Picante. L’incisione è stata effettuata negli Avatar Studios di New York nell’ottobre 2010. La musicista esegue brani tratti dal repertorio di musica brasiliana, alcuni motivi da lei composti, qualche standard jazz, un’incursione nel pop di Stevie Wonder e un’altra nel rock – Light My Fire dei Doors che dà il titolo al disco.
Alla registrazione hanno partecipato fra gli altri musicisti l’ex marito Randy Brecker e la vocalist Amanda Brecker, la figlia che Eliane Elias ha avuto con il trombettista.

## Tracce
1. Rosa morena – 4:17 (musica: Dorival Caymmi)
2. Stay Cool – 4:02 (testo: Eliane Elias – musica: Kenny Dorham)
3. Aquele abraço – 5:18 (Gilberto Gil)
4. Light My Fire – 5:38 (Jim Morrison, Robbie Krieger, Ray Manzarek, John Densmore)
5. Isto aquí o que è (Silver Sandal) – 4:00 (Ary Barroso)
6. Mon Amour – 4:30 (Henry Cosby, Sylvia Moy, Stevie Wonder)
7. Tota menina baiana – 4:22 (Gilberto Gil)
8. Bananeira – 3:27 (João Donato e Gilberto Gil)
9. Made in Moonlight – 5:12 (Eliane Elias)
10. Turn to Me (Samba Maracatú) – 3:39 (testo: Eliane Elias – musica: Eliane Elias e Gonzaguinha)
11. Take Five – 4:04 (Paul Desmond)
12. What About the Heart (Bate bate) – 4:46 (Eliane Elias)

Durata totale: 53:15

## Musicisti
- Eliane Elias (1-12) pianoforte, voce
- Marc Johnson (1-12) contrabbasso
- Oscar Castro-Neves (1, 2, 5, 6, 8, 9, 12) chitarra acustica
- Gilberto Gil (3, 7, 10) voce, (3, 7) chitarra acustica
- Ross Traut (2, 4, 6, 12) chitarra elettrica
- Romero Lubambo (10, 11) chitarra acustica
- Paulo Braga (2,3, 5, 6, 7, 9, 12) batteria, (7, 11) percussioni
- Rafael Barata (1, 8) batteria, percussioni
- Marivaldo Dos Santos (1-12) percussioni
- Pedrito Martinez (2) congas
- Amanda Brecker (7) voce
- Randy Brecker (2) filicorno, (11) tromba
- Lawrence Feldman (2) flauto